# وزغ آتش‌دل خاربزرگ
وزغ آتش‌دل خاربزرگ (نام علمی: Bombina fortinuptialis) نام یک گونه از سرده وزغ آتش‌دل است.